# 保罗·霍夫曼 (赛艇运动员)
保罗·霍夫曼（英語：Paul Hoffman，1946年4月21日—），美国男子赛艇运动员。他曾代表美国参加1968年和1972年夏季奥林匹克运动会赛艇比赛，其中1972年奥运会获得一枚银牌。